# Ortalis erythroptera
Chachalaca-de-cabeça-ruiva ou aracuã-de-cabeça-ruiva (Ortalis erythroptera) é uma espécie de ave da família Cracidae.
Pode ser encontrada nos seguintes países: Colômbia, Equador e Peru.
Os seus habitats naturais são: florestas secas tropicais ou subtropicais , florestas subtropicais ou tropicais húmidas de baixa altitude, regiões subtropicais ou tropicais húmidas de alta altitude, matagal árido tropical ou subtropical e plantações .
Está ameaçada por perda de habitat.